# Burhan Tia
Burhan Tia (in arabo برهان تية‎?; 1º gennaio 1965) è un allenatore di calcio sudanese.

## Carriera

### Allenatore
Divenuto allenatore nel 1995, trascorre la sua carriera interamente in Sudan; nel dicembre 2021, poche settimane prima dell'inizio della coppa delle nazioni africane 2021, viene nominato CT ad interim della nazionale sudanese in sostituzione di Hubert Velud.